# Lugnez
Lugnez är en ort och kommun i distriktet Porrentruy i kantonen Jura, Schweiz. Kommunen har 184 invånare (2021).